# Sportverein Waldhof Mannheim 07 2001-2002
Questa voce raccoglie le informazioni riguardanti lo Sportverein Waldhof Mannheim 07 nelle competizioni ufficiali della stagione 2001-2002.

## Stagione
Nella stagione 2001-2002 il Mannheim, allenato da Uwe Rapolder, Walter Pradt e Andy Egli, concluse il campionato di 2. Bundesliga al 9º posto. In Coppa di Germania il Mannheim fu eliminato al secondo turno dal Kaiserslautern.

## Rosa
| N. |                       | Ruolo | Calciatore            |
| -- | --------------------- | ----- | --------------------- |
| 1  | Germania (bandiera)   | P     | Achim Hollerieth      |
| 2  | Senegal (bandiera)    | D     | Lamine Cissé          |
| 3  | Brasile (bandiera)    | D     | Everaldo              |
| 4  | Tunisia (bandiera)    | D     | Mounir Boukadida      |
| 5  | Brasile (bandiera)    | D     | Vilmar Santos Barbosa |
| 6  | Polonia (bandiera)    | D     | Dariusz Pasieka       |
| 7  | Germania (bandiera)   | C     | Bernhard Trares       |
| 8  | Spagna (bandiera)     | C     | David Montero         |
| 9  | Germania (bandiera)   | A     | Sascha Licht          |
| 10 | Ucraina (bandiera)    | C     | Yuriy Maksimov        |
| 11 | Bulgaria (bandiera)   | A     | Roumen Ivanov         |
| 12 | Turchia (bandiera)    | A     | Soner Uysal           |
| 13 | Germania (bandiera)   | D     | Christian Fickert     |
| 14 | Romania (bandiera)    | C     | Zeno Bundea           |
| 15 | Montenegro (bandiera) | D     | Miodrag Vukotić       |
| 16 | Montenegro (bandiera) | A     | Zdravko Drinčić       |

| N. |                                 | Ruolo | Calciatore       |
| -- | ------------------------------- | ----- | ---------------- |
| 17 | Germania (bandiera)             | C     | Stefan Zinnow    |
| 18 | Germania (bandiera)             | C     | Sebastian Kaul   |
| 19 | Germania (bandiera)             | C     | Selim Teber      |
| 20 | Ungheria (bandiera)             | A     | László Klausz    |
| 21 | Bosnia ed Erzegovina (bandiera) | C     | Hajrudin Catic   |
| 22 | Germania (bandiera)             | A     | Frank Laviani    |
| 23 | Germania (bandiera)             | D     | Mario Göttlicher |
| 27 | Turchia (bandiera)              | A     | Umut Erdoğan     |
| 28 | Israele (bandiera)              | A     | Hamodi Oda       |
| 29 | Germania (bandiera)             | D     | Sascha Leitz     |
| 30 | Germania (bandiera)             | C     | Thomas Hoersen   |
| 31 | Germania (bandiera)             | P     | Carsten Nulle    |
| 32 | Germania (bandiera)             | P     | Julian Jourdan   |
| 33 | Turchia (bandiera)              | C     | Hakan Atik       |
| 34 | Germania (bandiera)             | D     | Christian Beisel |
| 35 | Venezuela (bandiera)            | C     | Gabriel Urdaneta |

## Organigramma societario
Area tecnica
- Allenatore: Andy Egli
- Allenatore in seconda:
- Preparatore dei portieri:
- Preparatori atletici:

## Calciomercato

### Sessione estiva
| Acquisti | Acquisti             | Acquisti              | Acquisti |
| R.       | Nome                 | da                    | Modalità |
| -------- | -------------------- | --------------------- | -------- |
| C        | Zeno Bundea          | Rapid Bucarest        |          |
| A        | Zdravko Drinčić      | Bochum                |          |
| C        | Thomas Hoersen       | Duisburg              |          |
| A        | Roumen Ivanov        | Aarau                 |          |
| C        | Sebastian Kaul       | Uerdingen 05          |          |
| A        | Frank Laviani        | Aalen                 |          |
| C        | Yuriy Maksimov       | Werder Brema          |          |
| P        | Carsten Nulle        | Sandhausen            |          |
| C        | Bernhard Trares      | Werder Brema          |          |
| A        | Soner Uysal          | Amburgo               |          |
| C        | Sandor van der Heide | Cambuur               |          |
| C        | Stefan Zinnow        | Eintracht Francoforte |          |

| Cessioni | Cessioni             | Cessioni              | Cessioni |
| R.       | Nome                 | da                    | Modalità |
| -------- | -------------------- | --------------------- | -------- |
| C        | Sandor van der Heide | Cambuur               |          |
| C        | Hanno Balitsch       | Colonia               |          |
| C        | Almir Delic          | Schweinfurt 05        |          |
| A        | Mark Dittgen         | Rot-Weiß Erfurt       |          |
| D        | Sven Kegel           | Magonza II            |          |
| P        | Vasily Khomutovsky   | Dinamo Mosca          |          |
| D        | Thomas Kies          | Reutlingen            |          |
| C        | Werner Protzel       | Kickers Stoccarda     |          |
| D        | Rüdiger Rehm         | Saarbrücken           |          |
| C        | Ervin Skela          | Eintracht Francoforte |          |
| C        | Fatmir Vata          | Arminia Bielefeld     |          |
| C        | Ottó Vincze          | Energie Cottbus       |          |
| P        | Michael Zoll         | Jahn Ratisbona        |          |

### Sessione invernale
| Acquisti | Acquisti         | Acquisti | Acquisti |
| R.       | Nome             | da       | Modalità |
| -------- | ---------------- | -------- | -------- |
| C        | Gabriel Urdaneta | Lucerna  |          |

| Cessioni | Cessioni | Cessioni | Cessioni |
| R.       | Nome     | da       | Modalità |
| -------- | -------- | -------- | -------- |

## Risultati

### 2. Bundesliga

#### Girone di andata
| Arbitro: | Stark |

|                 |           |                             |
| Breitkreutz 88’ | Marcatori | 28’, 41’ Klausz 86’ Montero |

| Mannheim 6 agosto 2001, ore 20:15 CEST 2ª giornata | Waldhof Mannheim | 0 – 0 referto | Eintracht Francoforte | Carl-Benz-Stadion (17 000 spett.)\| Arbitro: \| Steinborn \| |
| Arbitro:                                           | Steinborn        |               |                       |                                                              |

| Arbitro: | Frank |

|                                                                     |           |  |
| Dabrowski 1’ Wichniarek 27’ Dammeier 30’ van der Ven 57’ Aračić 77’ | Marcatori |  |

| Arbitro: | Wezel |

|                                   |           |              |
| Klausz 14’ Montero 19’ Ivanov 89’ | Marcatori | 4’ Güvenışık |

| Arbitro: | Aust |

|                                        |           |           |
| Azzouzi 20’ Surmann 40’ Hasenhüttl 87’ | Marcatori | 67’ Licht |

| Arbitro: | Albrecht |

|             |           |           |
| Vukotić 51’ | Marcatori | 59’ Menze |

| Arbitro: | Krug |

|           |           |  |
| Diane 36’ | Marcatori |  |

| Arbitro: | Schößling |

|  |           |                   |
|  | Marcatori | 13’ (rig.) Bugera |

| Arbitro: | Gagelmann |

|                          |           |          |
| Schindzielorz 14’ (rig.) | Marcatori | 9’ Teber |

| Arbitro: | Rafati |

|                       |           |                                      |
| Montero 39’ Teber 41’ | Marcatori | 23’ Hock 36’, 54’ Voronin 74’ Kramny |

| Arbitro: | Sippel |

|                  |           |  |
| Stendel 60’, 79’ | Marcatori |  |

| Arbitro: | Fleischer |

|              |           |               |
| Maksimov 76’ | Marcatori | 66’ Chiquinho |

| Ahlen 18 novembre 2001, ore 15:00 CET 13ª giornata | LR Ahlen   | 0 – 0 referto | Waldhof Mannheim | Wersestadion (5 811 spett.)\| Arbitro: \| Minskowski \| |
| Arbitro:                                           | Minskowski |               |                  |                                                         |

| Arbitro: | Späker |

|                                            |           |                          |
| Licht 29’ Pasieka 43’ Teber 59’ Klausz 88’ | Marcatori | 17’ (rig.) Chałaśkiewicz |

| Arbitro: | Gräfe |

|           |           |  |
| Licht 79’ | Marcatori |  |

| Arbitro: | Keßler |

|          |           |                |
| Graf 73’ | Marcatori | 21’, 50’ Licht |

| Arbitro: | Meyer |

|                        |           |  |
| Pasieka 45’ Klausz 89’ | Marcatori |  |

#### Girone di ritorno
| Arbitro: | Frank |

|                                        |           |  |
| Licht 20’ Klausz 55’, 77’ Maksimov 81’ | Marcatori |  |

| Arbitro: | Gagelmann |

|                |           |                               |
| Ćirić 20’, 70’ | Marcatori | 48’ (rig.) Licht 67’ Everaldo |

| Arbitro: | Minskowski |

|             |           |                |
| Montero 85’ | Marcatori | 35’ Wichniarek |

| Arbitro: | Späker |

|                      |           |            |
| Ebbers 19’, 52’, 59’ | Marcatori | 62’ Klausz |

| Arbitro: | Merk |

|                   |           |                                                 |
| Klausz 81’ (rig.) | Marcatori | 24’ Amanatidīs 56’ Kioyo 72’ Dworrak 90’ Unsöld |

| Arbitro: | Aust |

|                               |           |  |
| Everaldo 65’ (aut.) Nikol 90’ | Marcatori |  |

| Arbitro: | Schmidt |

|                          |           |                |
| Teber 7’, 38’ Klausz 16’ | Marcatori | 57’ Lämmermann |

| Unterhaching 3 marzo 2002, ore 15:00 CET 25ª giornata | Unterhaching | 0 – 0 referto | Waldhof Mannheim | Stadion am Sportpark (3 500 spett.)\| Arbitro: \| Rafati \| |
| Arbitro:                                              | Rafati       |               |                  |                                                             |

| Arbitro: | Kircher |

|            |           |                           |
| Zinnow 22’ | Marcatori | 34’ Christiansen 35’ Wosz |

| Arbitro: | Keßler |

|                                     |           |  |
| Weiland 10’ Thurk 36’ Friedrich 71’ | Marcatori |  |

| Arbitro: | Wack |

|  |           |             |
|  | Marcatori | 77’ Stendel |

| Arbitro: | Weber |

|               |           |                   |
| Chiquinho 34’ | Marcatori | 45’ (rig.) Trares |

| Arbitro: | Brych |

|                      |           |  |
| Licht 48’ Klausz 73’ | Marcatori |  |

| Arbitro: | Voss |

|          |           |                        |
| Dowe 33’ | Marcatori | 17’ Maksimov 51’ Catic |

| Arbitro: | Sippel |

|                               |           |  |
| Frommer 31’, 38’ Hoffmann 60’ | Marcatori |  |

| Arbitro: | Kemmling |

|                             |           |           |
| Trares 6’ (rig.) Bundea 64’ | Marcatori | 72’ Fritz |

| Arbitro: | Scheppe |

|  |           |            |
|  | Marcatori | 14’ Bundea |

### Coppa di Germania
| Arbitro: | Lange |

|                       |           |                                                       |
| Fuchs 20’, 69’ (rig.) | Marcatori | 30’ (aut.) Grimm 35’, 64’ Klausz 55’ Catic 72’ Ivanov |

| Arbitro: | Wack |

|                |           |                                     |
| Teber 11’, 53’ | Marcatori | 27’ Ramzy 42’ Lokvenc 90’ Marschall |

## Statistiche

### Statistiche di squadra
| Competizione      | Punti | In casa | In casa | In casa | In casa | In casa | In casa | In trasferta | In trasferta | In trasferta | In trasferta | In trasferta | In trasferta | Totale | Totale | Totale | Totale | Totale | Totale | DR |
| Competizione      | Punti | G       | V       | N       | P       | Gf      | Gs      | G            | V            | N            | P            | Gf           | Gs           | G      | V      | N      | P      | Gf     | Gs     | DR |
| ----------------- | ----- | ------- | ------- | ------- | ------- | ------- | ------- | ------------ | ------------ | ------------ | ------------ | ------------ | ------------ | ------ | ------ | ------ | ------ | ------ | ------ | -- |
| 2. Bundesliga     | 45    | 17      | 8       | 4       | 5       | 28      | 19      | 17           | 4            | 5            | 8            | 14           | 29           | 34     | 12     | 9      | 13     | 42     | 48     | -6 |
| Coppa di Germania | -     | 1       | 0       | 0       | 1       | 2       | 3       | 1            | 1            | 0            | 0            | 5            | 2            | 2      | 1      | 0      | 1      | 7      | 5      | +2 |
| Totale            | 45    | 18      | 8       | 4       | 6       | 30      | 22      | 18           | 5            | 5            | 8            | 19           | 31           | 36     | 13     | 9      | 14     | 49     | 53     | -4 |

### Andamento in campionato
| Giornata  | 1 | 2 | 3  | 4  | 5  | 6  | 7  | 8  | 9  | 10 | 11 | 12 | 13 | 14 | 15 | 16 | 17 | 18 | 19 | 20 | 21 | 22 | 23 | 24 | 25 | 26 | 27 | 28 | 29 | 30 | 31 | 32 | 33 | 34 |
| --------- | - | - | -- | -- | -- | -- | -- | -- | -- | -- | -- | -- | -- | -- | -- | -- | -- | -- | -- | -- | -- | -- | -- | -- | -- | -- | -- | -- | -- | -- | -- | -- | -- | -- |
| Luogo     | T | C | T  | C  | T  | C  | T  | C  | T  | C  | T  | C  | T  | C  | C  | T  | C  | C  | T  | C  | T  | C  | T  | C  | T  | C  | T  | C  | T  | C  | T  | T  | C  | T  |
| Risultato | V | N | P  | V  | P  | N  | P  | P  | N  | P  | P  | N  | N  | V  | V  | V  | V  | V  | N  | N  | P  | P  | P  | V  | N  | P  | P  | P  | N  | V  | V  | P  | V  | V  |
| Posizione | 2 | 6 | 11 | 10 | 12 | 11 | 11 | 13 | 13 | 13 | 15 | 16 | 15 | 15 | 13 | 11 | 10 | 9  | 10 | 9  | 10 | 10 | 11 | 10 | 10 | 11 | 12 | 11 | 12 | 12 | 10 | 12 | 11 | 9  |

Legenda:

Luogo: C = Casa; T = Trasferta. Risultato: V = Vittoria; N = Pareggio; P = Sconfitta.

### Statistiche dei giocatori
| Giocatore        | 2. Bundesliga | 2. Bundesliga | 2. Bundesliga | 2. Bundesliga | Coppa di Germania | Coppa di Germania | Coppa di Germania | Coppa di Germania | Totale   | Totale | Totale      | Totale     |
| Giocatore        | Presenze      | Reti          | Ammonizioni   | Espulsioni    | Presenze          | Reti              | Ammonizioni       | Espulsioni        | Presenze | Reti   | Ammonizioni | Espulsioni |
| ---------------- | ------------- | ------------- | ------------- | ------------- | ----------------- | ----------------- | ----------------- | ----------------- | -------- | ------ | ----------- | ---------- |
| H. Atik          | 6             | 0             | 0             | 0             | 0                 | 0                 | 0                 | 0                 | 6        | 0      | 0           | 0          |
| V. Barbosa       | 33            | 0             | 8             | 0             | 2                 | 0                 | 1                 | 0                 | 35       | 0      | 9           | 0          |
| C. Beisel        | 0             | 0             | 0             | 0             | 1                 | 0                 | 0                 | 0                 | 1        | 0      | 0           | 0          |
| M. Boukadida     | 20            | 0             | 6             | 0             | 1                 | 0                 | 1                 | 0                 | 21       | 0      | 7           | 0          |
| Z. Bundea        | 9             | 2             | 1             | 1             | 0                 | 0                 | 0                 | 0                 | 9        | 2      | 1           | 1          |
| H. Catic         | 23            | 1             | 2             | 1             | 2                 | 1                 | 0                 | 0                 | 25       | 2      | 2           | 1          |
| L. Cissé         | 5             | 0             | 2             | 0             | 0                 | 0                 | 0                 | 0                 | 5        | 0      | 2           | 0          |
| Z. Drinčić       | 4             | 0             | 0             | 0             | 0                 | 0                 | 0                 | 0                 | 4        | 0      | 0           | 0          |
| U. Erdoğan       | 0             | 0             | 0             | 0             | 1                 | 0                 | 0                 | 0                 | 1        | 0      | 0           | 0          |
| E. Everaldo      | 27            | 1             | 5             | 0             | 2                 | 0                 | 0                 | 0                 | 29       | 1      | 5           | 0          |
| C. Fickert       | 26            | 0             | 3             | 0             | 2                 | 0                 | 0                 | 0                 | 28       | 0      | 3           | 0          |
| M. Göttlicher    | 2             | 0             | 0             | 0             | 0                 | 0                 | 0                 | 0                 | 2        | 0      | 0           | 0          |
| T. Hoersen       | 25            | 0             | 1             | 0             | 1                 | 0                 | 0                 | 0                 | 26       | 0      | 1           | 0          |
| A. Hollerieth    | 14            | 0             | 3             | 0             | 1                 | 0                 | 0                 | 0                 | 15       | 0      | 3           | 0          |
| R. Ivanov        | 14            | 1             | 1             | 0             | 1                 | 1                 | 1                 | 0                 | 15       | 2      | 2           | 0          |
| J. Jourdan       | 0             | 0             | 0             | 0             | 0                 | 0                 | 0                 | 0                 | 0        | 0      | 0           | 0          |
| S. Kaul          | 4             | 0             | 0             | 0             | 0                 | 0                 | 0                 | 0                 | 4        | 0      | 0           | 0          |
| L. Klausz        | 33            | 11            | 5             | 0             | 2                 | 2                 | 0                 | 0                 | 35       | 13     | 5           | 0          |
| F. Laviani       | 1             | 0             | 0             | 0             | 0                 | 0                 | 0                 | 0                 | 1        | 0      | 0           | 0          |
| S. Leitz         | 0             | 0             | 0             | 0             | 0                 | 0                 | 0                 | 0                 | 0        | 0      | 0           | 0          |
| S. Licht         | 32            | 8             | 5             | 1             | 2                 | 0                 | 0                 | 0                 | 34       | 8      | 5           | 1          |
| Y. Maksimov      | 16            | 3             | 2             | 0             | 0                 | 0                 | 0                 | 0                 | 16       | 3      | 2           | 0          |
| D. Montero       | 32            | 4             | 5             | 0             | 1                 | 0                 | 0                 | 0                 | 33       | 4      | 5           | 0          |
| C. Nulle         | 20            | 0             | 0             | 0             | 1                 | 0                 | 0                 | 0                 | 21       | 0      | 0           | 0          |
| H. Oda           | 3             | 0             | 0             | 0             | 0                 | 0                 | 0                 | 0                 | 3        | 0      | 0           | 0          |
| D. Pasieka       | 29            | 2             | 6             | 0             | 2                 | 0                 | 1                 | 0                 | 31       | 2      | 7           | 0          |
| J. Rubio-Sanchez | 0             | 0             | 0             | 0             | 0                 | 0                 | 0                 | 0                 | 0        | 0      | 0           | 0          |
| S. Teber         | 27            | 5             | 2             | 1             | 1                 | 2                 | 0                 | 0                 | 28       | 7      | 2           | 1          |
| B. Trares        | 31            | 2             | 7             | 0             | 2                 | 0                 | 1                 | 0                 | 33       | 2      | 8           | 0          |
| G. Urdaneta      | 4             | 0             | 1             | 0             | 0                 | 0                 | 0                 | 0                 | 4        | 0      | 1           | 0          |
| S. Uysal         | 0             | 0             | 0             | 0             | 0                 | 0                 | 0                 | 0                 | 0        | 0      | 0           | 0          |
| M. Vukotić       | 16            | 1             | 3             | 0             | 1                 | 0                 | 0                 | 0                 | 17       | 1      | 3           | 0          |
| S. Zinnow        | 16            | 1             | 0             | 0             | 1                 | 0                 | 0                 | 0                 | 17       | 1      | 0           | 0          |